# Jacob G. Lauman

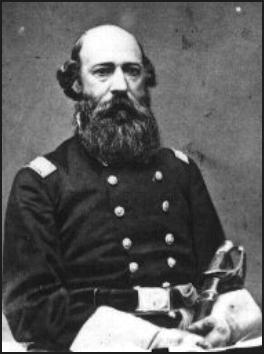
Jacob G. Lauman

Jacob Gartner Lauman (* 20. Januar 1813 in Taneytown, Carroll County, Maryland; † 9. Februar 1867 in Burlington, Des Moines County, Iowa) war ein US-amerikanischer Geschäftsmann und Offizier in der Unionsarmee während des Amerikanischen Bürgerkrieges.

## Frühe Jahre
Jacob Gartner Lauman wuchs in York (Pennsylvania) auf, wo er die York County Academy besuchte. Er zog dann 1844 nach Burlington (Iowa), wo er ein erfolgreicher Geschäftsmann war.

## Amerikanischer Bürgerkrieg
Nach Ausbruch des Amerikanischen Bürgerkrieges war Lauman damit beschäftigt neue Volunteers für mehrere neue Kompanien zu rekrutieren, die er aufstellte. Am 11. Juli 1861 erhielt er sein Offizierspatent zum Colonel der 7. Iowa Infanterie von Samuel J. Kirkwood, dem damaligen Gouverneur von Iowa. Seine ersten Kampfhandlungen fanden im westlichen Kriegsschauplatz statt, wo er unter Generalmajor Ulysses S. Grant in Missouri diente. Am 7. November wurde er während der Schlacht von Belmont mehrere Male an seinem linken Oberschenkel verwundet. Seine Einheit verhielt sich während der Kampfhandlung ausgezeichnet, wobei sie größere Verluste als ein anderes Regiment erlitt, das an dem Gefecht teilnahm. Die Verluste beliefen sich auf mehr als 400 Gefallene, Verwundete und Vermisste.
Er kehrte rechtzeitig zu seinem Regiment für den nächsten Feldzug zurück, jedoch diesmal als Brigadekommandant. Ihm wurde das Kommando über die 4. Brigade der 2. Division von Grant beim Angriff auf Fort Donelson in Tennessee gegeben. Seine Einheit war unter den ersten, welche das konföderierte Festungswerk stürmte und betrat. In Anerkennung seiner Dienste bei Fort Donelson beförderte ihn Grant am 21. März 1862 zum Brigadegeneral in der Unionsarmee. Darauffolgend kommandierte Lauman eine Brigade in Generalmajor Stephen A. Hurlbuts Division bei der Schlacht von Shiloh zwischen dem 6. und 7. April 1862.
Lauman kommandierte seine Brigade am 6. Oktober 1862 beim Gefecht an Hatchies Bridge im ländlichen Tennessee. Generalmajor Edward Ord führte eine Abteilung der Tennessee-Armee auf einem gezielten Feldzug gegen die angeschlagenen West-Tennessee-Armee unter dem Kommando von Generalmajor Earl Van Dorn auf ihren Rückzug von Corinth (Mississippi).
Während der Schlacht um Vicksburg führte Lauman dann 1863 die 4. Division des XVI Korps. Kurz nach der Einnahme von Jackson (Mississippi) wurde er von Generalmajor William T. Sherman seines Kommandos enthoben. Er wurde beschuldigt, die Befehle seines direkten Vorgesetzten, Ord, schamlos missachtet zu haben, was zu schweren Verlusten führte.
Daraufhin kehrte Lauman nach Iowa zurück, wo er auf seinen nächsten Einsatz wartete. Er verbrachte die restliche Kriegszeit dort, ohne das ein weiterer Befehl kam. Allerdings wurde er auf Grund von Sammelbeförderungen nach dem Krieg am 13. März 1865 zum Brevet Generalmajor in der Unionsarmee befördert. Er trat dann am 24. August formell aus der Armee aus.

## Weiterer Lebenslauf
Lauman nahm wieder seine wirtschaftlichen Unternehmungen auf, litt jedoch an einem schlechten Gesundheitszustand auf Grund seiner zurückliegenden Verwundung von Belmont. Er versuchte ohne Erfolg seinen Namen wieder reinzuwaschen, indem er seinen Fehler auf ein Missverständnis zurückführte.
Er verstarb 1867 in Burlington (Iowa) und wurde anschließend dort auf dem Aspen Grove Cemetery beigesetzt.

## Ehrungen
- Ein Denkmal bezüglich der Schlacht um Vicksburg, das von H. Hinson Perry stammt, steht auf der Wisconsin Avenue in Vicksburg.[4]